# Olbrachtowo
Olbrachtowo (niem. Albrechtau) – wieś w Polsce, położona w województwie warmińsko-mazurskim, w powiecie iławskim, w gminie Susz, na Pojezierzu Iławskim. W latach 1975–1998 miejscowość należała administracyjnie do województwa elbląskiego.
12 listopada 1946 roku nadano miejscowości polską nazwę Olbrachtowo.

## Zabytki
- Kościół z 1732 o ryglowym szkielecie zbudowanym z pionowych belek, powyżej fasady czworoboczna wieżyczka nakryta baniastym hełmem. Świątynia jednonawowa, kryta stropem, wnętrze zdobi barokowy ołtarz baldachimowy[5].